# Institut des cultures arabes et méditerranéennes

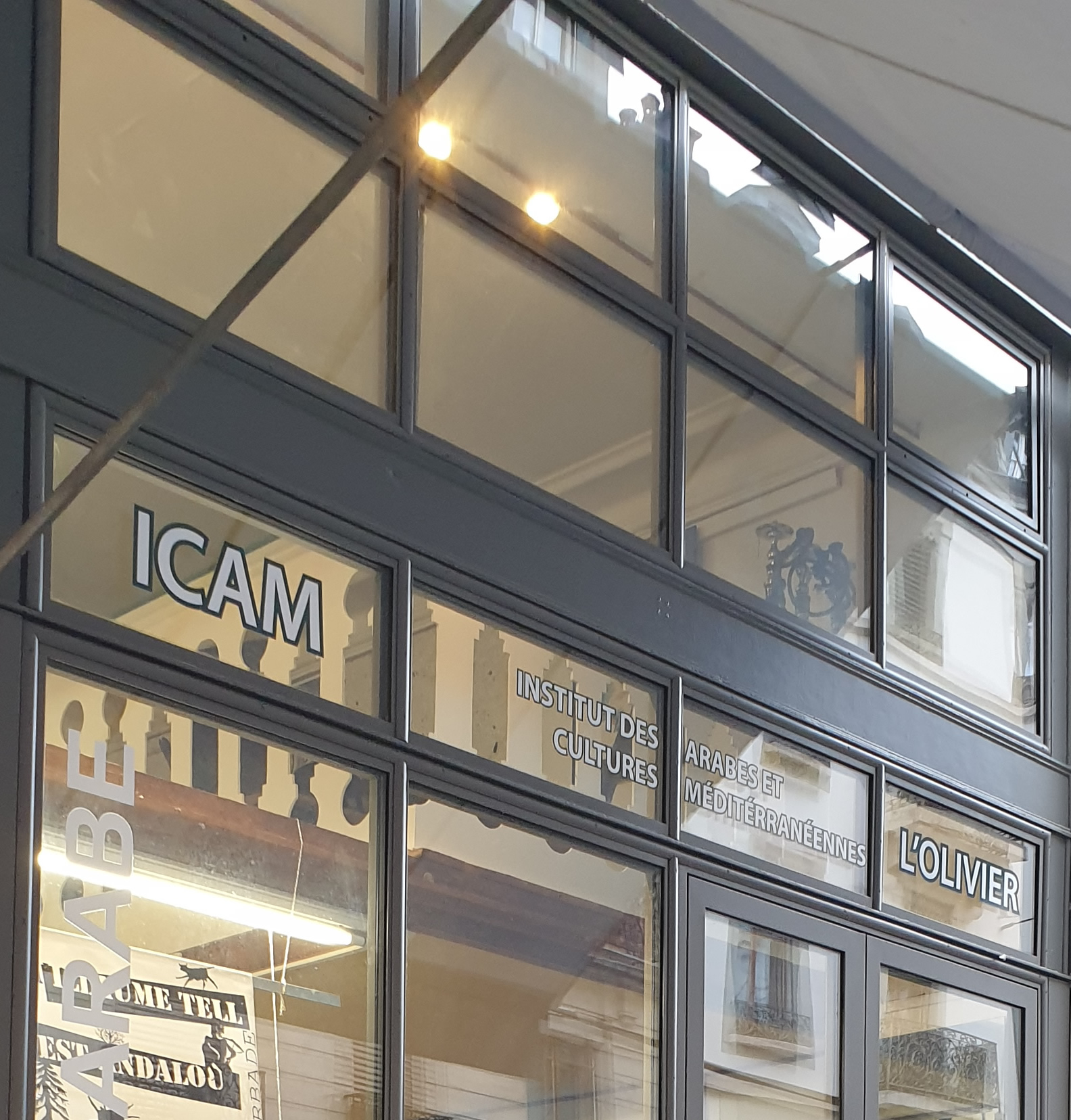
Fassade ICAM

Das Institut des cultures arabes et méditerranéennes (Institut für arabische und Mittelmeerkulturen (ICAM)) ist ein Verein und Genfer Kulturstätte zur Förderung arabischen Kulturen in der Schweiz.

## Ziel
Die Gründung erfolgte 2013 durch den libanesisch sudanesischen Buchhändler Alain Bittar hat das Institut zum Ziel, die Kulturen der arabischen Welt zu fördern und einen interkulturellen Austausch zwischen der Schweiz und der arabischen Welt herzustellen. Unterstützt durch die Genfer Kantons- und Stadtregierung fördert die Kulturstätte als Verein die Anerkennung arabischsprachigen Gemeinden in der Genfer Gesellschaft und derer Geschichte im Dialog mit der hiesigen Bevölkerung. An der Spitze des Trägervereins steht der ehemalige Schweizer Generalkonsul in New York François Barras.

## Ausstellungen und Konzerte
Das Institut beherbergt neben einer Bibliothek und Buchhandlung für arabische Literatur, einen Ausstellungsraum: die Galerie d'Olivier, für zeitgenössische Kunst. Es werden dort Ausstellungen mit direktem Bezug zu arabischen Kulturen und dem Mittelmeerraum gezeigt. Seit 2016 präsentierten hier Künstler wie Wajih Nahlé (Libanon), Nja Mahdaoui (Tunesien) Nazir Ismail (Syrien), Mohamed Al Dabous (Palestinien), Mohamed Al Hawajri (Gaza) Sohail Salem (Gaza), Ali Taraghijah (Iran), Towhidi Tabari (Iran), Hamra und Gianni Motti ihre Werke. Im Jahr 2020 zeigten sie die Ausstellung "Runter in den Süden: Al-Ándalus". Die Kuratoren Alain Bittar (ICAM) und Nuria Delgado von Vesaniart, Málaga zeigten im November 2020 die Werke von Abraham Benzadón, Ana Pavón, Julia Diazdel, Mar Aragón, Pedro Peña, Sebastián Navas und Kelly Fischer in Zusammenarbeit mit der Fundación Tres Culturas und der Universität von Malaga. Beteiligt war auch der Schweizer Künstler Daniel Garbade, der 2022 erneut mit seiner Einzelausstellung Wilhelm Tell ist ein Andalusier im ICAM ausstellte.
Neben Buchvorlesungen und Kochkurse organisiert das ICAM auch Konzerte bekannter Musiker wie beispielsweise von Karim Wasfi , Rami Khalifé oder das Fête de l'Olivier, das erste arabische Musikfestival in der Schweiz.